# Igreja de Santa Bárbara e Arco de São Gonçalo
A Igreja de Santa Bárbara, igualmente conhecida como Ermida de Santa Bárbara, foi uma igreja na cidade de Lagos, na região do Algarve, em Portugal. Ergue-se sobre o Arco de São Gonçalo, uma porta nas muralhas onde se insere um oratório dedicado a São Gonçalo.

## Descrição e história
O espaço onde se encontrava a igreja situa-se sobre o arco na Porta de São Gonçalo, que fazia parte das muralhas de Lagos. O local onde se encontrava a igreja está ocupado por uma estrutura militar, que faz parte do quartel situado mesmo ao lado. Neste arco encontra-se um oratório dedicado a São Gonçalo, que foi aqui instalado por, segundo a tradição popular, o santo ter nascido numa casa situada perto deste local, em 1360. No oratório destaca-se a imagem de São Gonçalo, em barro cozido e policromado, com decoração em folha de ouro.
O edifício da Igreja de Santa Bárbara foi provavelmente construído durante o reinado de D. João I (1357-1433). Foi alvo de obras de reconstrução em 1726, por ordem do Governador do Reino do Algarve, o Conde de Unhão. A igreja foi destruída pelo Sismo de 1755, mas não chegou a ser reconstruída, tendo o local sido ocupado em 1795 pelo Quartel do Regimento de Infantaria 2, que fazia parte do complexo militar do Trem de Artilharia. Na segunda metade do século XVIII foi fabricada a imagem de São Gonçalo no oratório, de autor desconhecido.
Na década de 1940 foi instalado o oratório no Arco de São Gonçalo, e o edifício militar que foi construído no antigo sítio da igreja foi recuperado nos finais do século XX.
Durante o ano pastoral de 2022 a 2023, a imagem de São Gonçalo foi alvo de trabalhos de restauro por parte da Paróquia de Santa Maria, e foi adquirida uma nova imagem do santo, semelhante à original, para ser usada durante os festejos e a procissão anual.